# Natri phosphat
Natri phosphat (viết tắt theo tiếng Anh là TSP) là một chất làm sạch, chất bôi trơn, phụ gia thực phẩm, chất tẩy vết bẩn và tẩy nhờn. Nó là chất rắn tinh thể hay có dạng hạt màu trắng, tan tốt trong nước tạo thành dung dịch kiềm.
Trong thương mại, các mặt hàng được trải đều từ dạng khan, Na3PO4, cho đến dạng hydrat hóa mức cao nhất, Na3PO4·12H2O. Phần lớn có dạng bột trắng, nó còn được gọi là trinatri orthophosphat hay chỉ đơn giản là natri phosphat. Natri phosphat có thời gian được dùng rộng rãi trong công thức của nhiều loại thưốc tẩy và xà phòng tiêu dùng, nhưng các vấn đề về sinh thái đã làm ngưng hẳn việc này, ít nhất là ở các nước phương Tây. Các chất thay thế không hiệu quả bằng, tuy nhiên hóa chất thô có thể được bán ở dạng khối lớn để thêm vào các loại thuốc tẩy khác.

## Sử dụng

### Làm sạch
Công dụng chính của natri phosphat là trong chất làm sạch. Độ pH của dung dịch 1% là 12, có độ kiềm đủ để xà phòng hóa các loại dầu mỡ. Khi kết hợp với chất hoạt động bề mặt, TSP là tác nhân tuyệt vời cho việc làm sạch mọi thứ từ quần áo cho đến đường bê tông. Tính linh hoạt cùng với giá thành phẩm thấp làm cho TSP trở nên được ưa chuộng hơn trong bối cảnh có rất nhiều sản phẩm tẩy rửa được bày bán trong giai đoạn giữa thế kỉ 20. TSP vẫn được bán và sử dụng như một chất làm sạch, nhưng vào cuối thập niên 1960 ở Mỹ, người điều hành chính phủ ở 17 bang khẳng định rằng việc lạm dụng sẽ dẫn đến một chuỗi các vấn đề sinh thái với việc phá hủy những con sông và hồ chủ yếu là do quá trình phú dưỡng.
Cuối thế kỉ 20, nhiều mặt hàng trước đây có chứa TSP đã được sản xuất với chất thay thế TSP, chủ yếu là chứa natri carbonat cùng với nhiều hỗn hợp các chất bề mặt không ion và một lượng giới hạn natri phosphat.
TSP thường dùng sau khi tẩy rửa với spirit trắng (chất hòa tan trong xăng) để tẩy đi phần bã hiđrocarbon còn lại. TSP có thể được dùng với chất tẩy chlor gia dụng trong cùng một dung dịch mà không có phản ứng có hại với nhau. Hỗn hợp này có tác dụng đáng kể trong việc tẩy trừ mốc sương, nhưng vô hại khi tẩy trừ nấm mốc lâu dài.
Mặc dù nó vẫn là thành phần hoạt động trong một số viên tẩy rửa bồn cầu, nói chung TSP không nên dùng để vệ sinh nhà tắm, bởi vì nó có thể làm ố màu kim loại và phá hủy vữa xi măng.

### Chất gây chảy
Ở Mỹ, natri phosphat là chất gây chảy được phê chuẩn dùng trong hàn cứng khớp nối trong việc hàn đồng y khoa. Chất gây chảy được dùng như một dung dịch đậm đặc và hòa tan đồng oxit tại nhiệt độ dùng hàn đồng. Phần bã còn lại tan hoàn toàn trong nước và có thể được rửa trôi ra khỏi phần hàn.
TSP được dùng như thành phần của chất gây chảy để loại bỏ oxi trong những kim loại không chứa sắt mà được dùng để đúc.
TSP có thể dùng trong việc làm gốm để giảm nhiệt độ nóng chảy của men gốm.

### Làm nổi bật nước sơn
TSP vẫn được dùng thường xuyên cho việc làm sạch, tẩy dầu mỡ và tẩy vết bóng láng trên tường trước khi sơn. TSP phá hủy các vết bóng dầu và mở ra các lỗ nhỏ latex tạo bề mặt tốt hơn cho việc kết dính của các lớp phía sau.

### Phụ gia thực phẩm
Các muối phosphat của natri (natri dihydrophosphat, natri hydrophosphat, và natri phosphat) được chấp nhận là một chất phụ gia thực phẩm ở  EU, E339.

### Thúc đẩy kết quả tập luyện
Natri phosphat có được một sự ủng hộ làm chất bổ sung dinh dưỡng có thể cải thiện nhũng thông số nhất định của kết quả tập luyện. Cơ sở cho niềm tin trên là phosphat cần thiết cho chu trình Krebs tạo năng lượng, trung tâm của sự trao đổi chất háo khí. Gốc phosphat sẵn có từ một số các nguồn khác nhẹ hơn nhiều so với TSP. Mặc dù TSP không độc, nó có thể gây kích ứng niêm mạc ruột nếu dùng trực tiếp, chỉ được dùng trong dung dịch đệm.

## Chất thay thế TSP
Các mặt hàng bày bán thay thế TSP, chứa natri carbonat và zeolit, đang được đẩy mạnh làm chất thay thế trực tiếp. Tuy nhiên, natri carbonat không có tính base mạnh bằng natri phosphat, khiến cho nó có tác dụng kém hơn trong những việc cần đến. Zeolit được cho thêm vào thuốc tẩy quần áo làm chất độn bị phá hủy trong nước nhanh chóng và cơ bản là không gây ô nhiễm. Các sản phẩm tẩy rửa dán nhãn chứa TSP có thể chứa các thành phần khác, thực tế chỉ chứa có lẽ ít hơn 50% natri phosphat.